# Urbaan De Becker
Urbaan De Becker (Ukkel, 15 maart 1940 – Alsemberg, 1 maart 2015) was een Belgisch journalist en radiopresentator.

## Biografie
Urbaan De Becker werkte voor De Post, de RTT en het ministerie van Economische Zaken alvorens hij bij de Belgische Radio- en Televisieomroep (BRT). Hij was politiek verslaggever en presentator van het duidingsmagazine Actueel op Radio 1. De Becker was ook Wetstraatjournalist. Hij was in de jaren 1990 hoofdredacteur van de radionieuwsdienst. Hij werd in mei 1996 in deze functie door Leo Hellemans opgevolgd. Bovendien was hij voor Radio 1 jarenlang de vaste verslaggever bij wedstrijden van voetbalclub RWDM.
Hij schreef ook tot zijn overlijden voor De Bond, het magazine van de Gezinsbond.
De Becker was een flamingant. In 2002 ontving De Becker de Herman Teirlinckprijs van de gemeente Beersel voor zijn inzet om het streekeigen karakter van de Zennevallei te bewaren op het vlak van taal en milieu. Hij was tevens lid van het adviescomité van het Herman Teirlinckhuis in Beersel en schreef mee aan een boek over de geschiedenis van Sint-Genesius-Rode.

## Trivia
- In 1967 won De Becker met collega-journalist Paul Ghijsels het Humorfestival van Heist.